# بلومکست (مینه‌سوتا)
بلومکست، مینه‌سوتا (به انگلیسی: Blomkest, Minnesota) یک شهر در ایالات متحده آمریکا است که در مینه‌سوتا واقع شده‌است.

## خصوصیات
بلومکست ۲٫۶۷ کیلومترمربع مساحت و ۱۵۷ نفر جمعیت دارد و ۳۴۶ متر بالاتر از سطح دریا واقع شده‌است.